# Citroën XM
Citroën XM — французский автомобиль бизнес-класса, выпускавшийся компанией Citroën с 1989 по 2000 год. За всё время продаж было продано 333 775 автомобилей. В 1990 году Citroën XM был признан лучшим Европейским автомобилем года. В течение 1990-х годов являлся флагманской моделью концерна Citroën.

## История
В конце 1984 года Citroën начал разработку автомобиля, который должен был заменить Citroën CX, выпускавшийся с 1974 года. Созданием дизайна новой машины, которая при разработке именовалась как проект Y30, занималась студия Bertone. В 1989 году XM был представлен публике на Франкфуртском автосалоне. Начиная с 1991 года XM выпускался также с кузовом универсал (Citroen XM Break). Конкурентами XM в бизнес-классе были BMW 5 серии и Audi 100.
Дизайн: клиновидный силуэт кузова и практически панорамное остекление (13 стёкол) сделали образ XM очень футуристичным и самобытным, не имея ничего общего с остальными автомобилями того времени. Клиновидная форма кузова позволила добиться коэффициента аэродинамического сопротивления в 0,28 единиц. XM был спроектирован на общей платформе с седаном Peugeot 605, однако у XM была фирменная адаптивная гидропневматическая подвеска Hydractive.
В качестве различных дополнений в XM устанавливались: кондиционер с климат-контролем, круиз-контроль, электрические стеклоподъёмники и электрорегулировка зеркал, встроенная цифровая клавиатура для набора пин-кода иммобилайзера, а также брелок центрального замка с управлением по инфракрасному каналу. При включении задней скорости правое зеркало начинало наклоняться вниз.

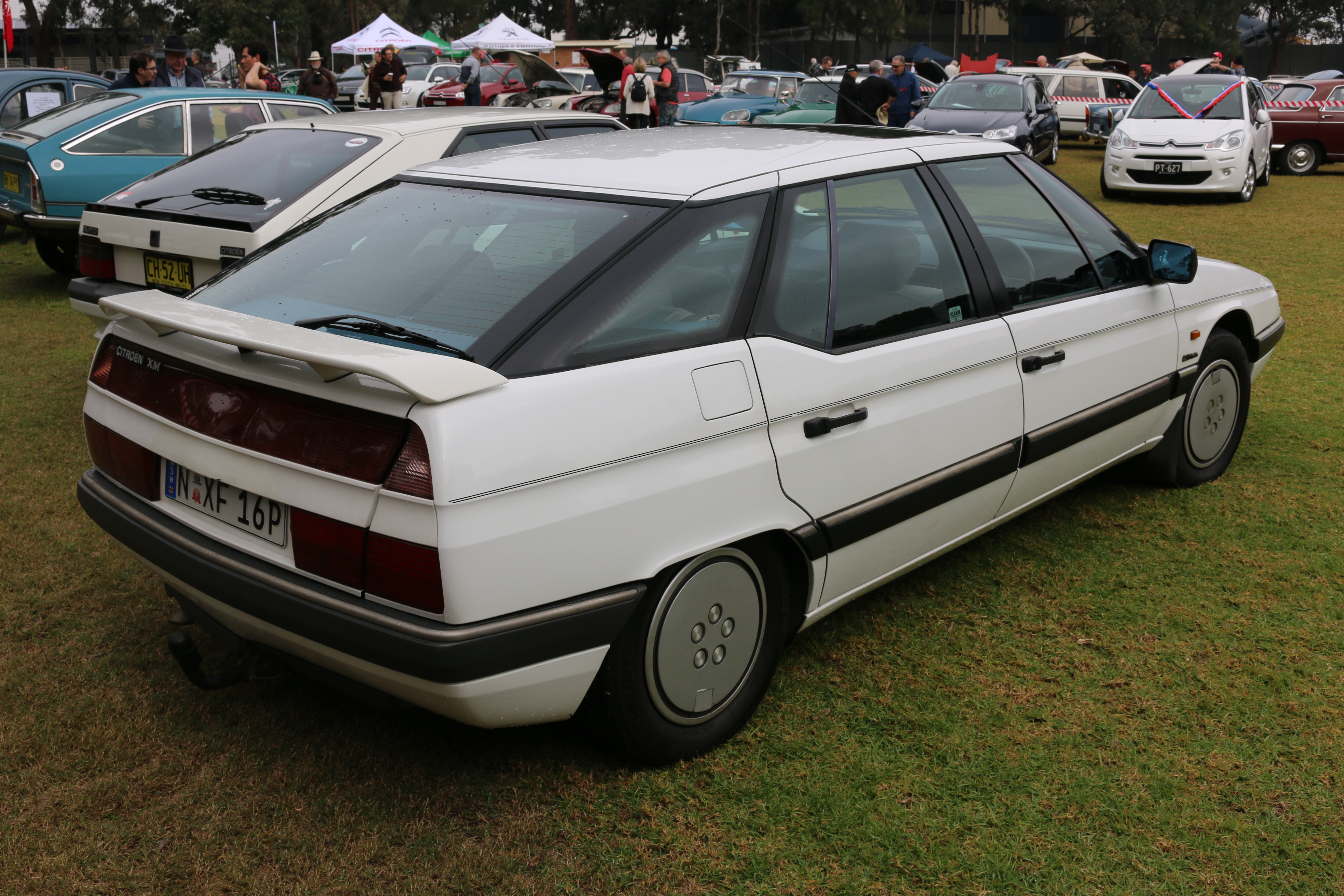
Вид сзади

Нестабильное качество электропроводки и других узлов на XM ранних выпусков отталкивало потенциальных покупателей. Не смог поднять спрос и рестайлинг, проведённый в 1994 году: сложность обслуживания и ремонта, дороговизна запчастей — все эти проблемы так и остались с XM до конца серийного производства.
Во второй половине 1990-х годов в кампании Citroën началась разработка новой модели, которая должна была заменить XM на конвейере. На Женевском автосалоне в марте 1999 года кампания представила предсерийную модель Citroën C6 Lignage, производство которого должно было начаться в 2001 год. Однако производство нового Citroën C6 началось только в конце 2005 года.
В 1999 году был снят с производства универсал XM Break. В 2000 году XM был окончательно снят с производства. К этому времени уже было выпущено 333 405 автомобилей.

## Технический обзор

### Двигатели
Citroën XM имел линейку бензиновых и дизельных двигателей. В первые годы выпуска на ХМ устанавливались двигатели 2.0 л. (код XU10J2C) и 2.0 л. Turbo (код XU10J2TE), оснащённые каталитическим нейтрализатором. Почти все бензиновые двигатели были инжекторными (с одноточечным или многоточечным впрыском), однако на самые ранние автомобили ставился 2.0-литровый карбюраторный двигатель, от которого в дальнейшем отказались.
Двухлитровые моторы были наиболее распространёнными, некоторые из них оснащались каталитическими нейтрализаторами. Бензиновые двигатели с турбонаддувом были долговечнее турбодизелей, так как у них была меньше компрессия, и, соответственно, меньше нагрузка.
Трёхлитровые атмосферные двигатели V6 (код PRV ZPJ S6A), выпускавшиеся с 1990 до 1995 года, имели постоянные проблемы из-за плохой электроники, к тому же эти двигатели сильно изнашивали автоматические коробки передач, в то время как механические коробки работали намного дольше. В 1995 году на смену появился более надёжный двигатель (код ES9J4) аналогичной компоновки V6.
В июле 1996 года появился дизельный двигатель с турбонаддувом 2.1 л. (код XUD11BTE) в сочетании с автоматической коробкой передач в качестве замены двигателя XUD11ATE. В то же время началась адаптация всей гаммы моторов к новым экологическим стандартам Евро-2. Турбодизельные модели XM считались экономичными и надёжными, расход топлива — не больше 7 л на 100 км. Это меньше, чем у четырёхцилиндровых бензиновых двигателей (9.5 — 10 л).

### Подвеска
Характерной особенностью Citroën XM — сложная фирменная гидропневматическая подвеска Hydractive, позволяющая изменять её жёсткость и дорожный просвет, а также обеспечивающая плавность хода. Конструктивно гидропневматическая подвеска сложна, к тому же к общей магистрали высокого давления подключены гидроприводы усилителя рулевого управления и тормозной системы.
Основной элемент этой подвески — находящиеся под давлением пустотелые сферы. Одна основная и две центральные — по одной на каждый мост и по одной малой сфере на каждое колесо. Электронный блок управления (ЭБУ) управляет перепуском гидравлической жидкости между сферами, а в салоне на торпедо есть переключатель автоматического и спортивного режимов езды.

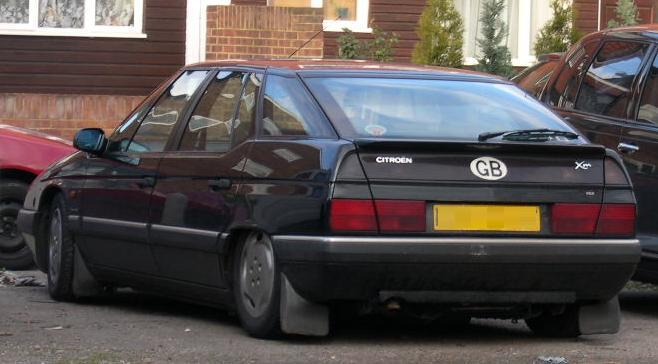
Подвеска XM, находящаяся в самом нижнем положении

В спортивном режиме ЭБУ выключает центральную сферу подвески, и подвеска работает только за счёт малых сфер. При этом автомобиль становился менее «валким», но работала подвеска жёстче. При езде в спортивном режиме подвеска работала с нежелательной вибрацией, в то же время в автоматическом режиме на пересечённой местности машину излишне «болтало».
С середины 1993 года в кампании Citroen взялась за эту проблему и выпустила подвеску Hydractive 2. Изменения затронули автоматический режим, который был изменён на «комфорт»
Такая конструкция подвески, несмотря на преимущества, имела серьёзные недостатки. Для XM требовалось частое обслуживание гидропневматической подвески, что делало плановое техобслуживание более дорогим. Так, каждые 60 тыс. км в ней нужно менять специальное гидравлическое масло LHM, а каждые 15-20 тыс. км проводить диагностику и осмотр гидравлической системы. Помимо этого, у малых сфер часто происходила разгерметизация, вследствие чего из них уходило давление. Тяги, крепящие стабилизатор поперечной устойчивости к стойкам передней подвески, имеющие на концах шаровые шарниры, которые находятся в непрерывном движении, быстро изнашивались.

### Рулевое управление
Изначально на Citroën XM с V-образными 6-цилиндровыми двигателями устанавливалась фирменная система рулевого управления DIRAVI с функцией самовозврата руля в «нулевое» положение. DIRAVI была разработана инженерами Citroën ещё в 1970 году для модели SM.
В конструктивном плане это была классическая реечная схема, но с большой проставкой между рулевым валом и самой рейкой. Вместо установки габаритного гидронасоса от гидроподвески, инженеры воспользовались нестандартной идеей: они использовали систему высокого давления. Идея заключается в том, что золотник, в зависимости от разницы между положением рулевого колеса и ведущих колёс, подавал необходимый объём гидравлического масла в один из гидроцилиндров рулевой рейки. Механическая связь между рулевым колесом и рейкой в нормальном состоянии появляется только при отсутствии давления в гидросистеме. Реактивное усилие на руле формируется отдельно установленным эксцентриком с гидравлическим приводом и зависит от скорости автомобиля, определяемой центробежным гидравлическим регулятором и углом поворота руля.
Однако такая конструкция имела высокую стоимость ремонта и обслуживания и чересчур высокое усилие на рулевом колесе при выходе из строя гидравлической системы. Поэтому в 1996 году на заводе отказались от её использования, заменив стандартным реечным рулевым управлением DIRASS, которое являлось более надёжным.

### Тормозная система
Все версии ХМ оснащены дисковыми тормозами передних и задних колёс и системой ABS от компании BENDIX. Вместо вакуумного усилителя тормозов на автомобиле стоит управляемый педалью клапан, открывающий путь давлению гидравлического масла в суппорты. Конструкторами Citroën было предусмотрено, что при внештатной ситуации тормозная система даже в случае утечки гидравлического масла будет работать ещё какое-то время (до 120 нажатий на педаль).
У этой модели особый стояночный тормоз, который блокирует передние колеса. При помощи педали стояночного тормоза автомобиль фиксируется на месте, а снимается с помощью специальной кнопки.

## Рестайлинг
В июне 1994 года, ввиду низких продаж, был произведён рестайлинг модели XM. Шильдик «Citroën» был перенесён в центр решётки радиатора и стал больше. Шильдик «XM» на крышке багажника теперь имел стилизованный под Xantia шрифт и был перемещён вправо. Кроме этого, появился нижний задний спойлер, расположенный гораздо ближе к верхней части багажника, а также новые боковые зеркала.

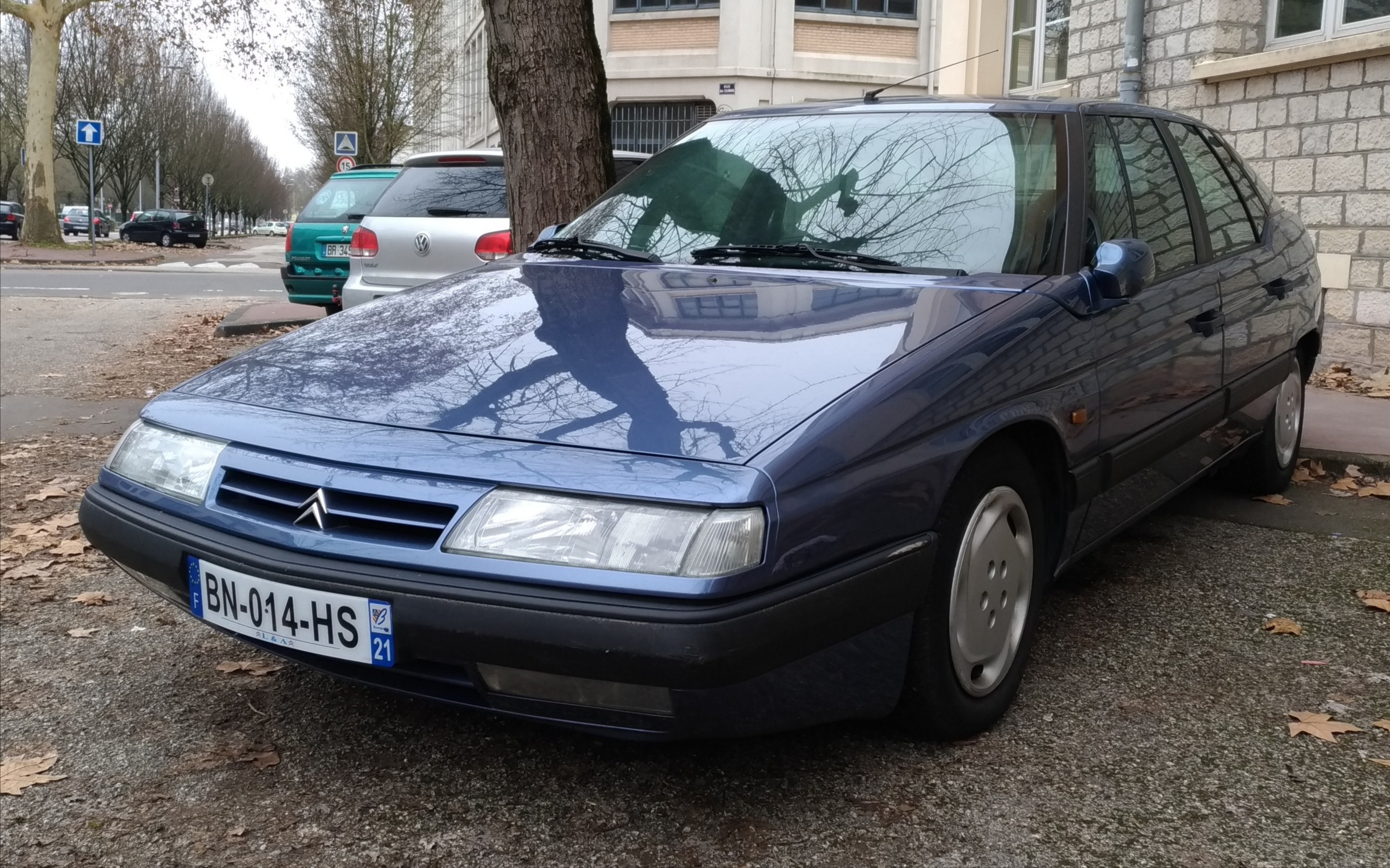
Citroën XM (1994-2000)
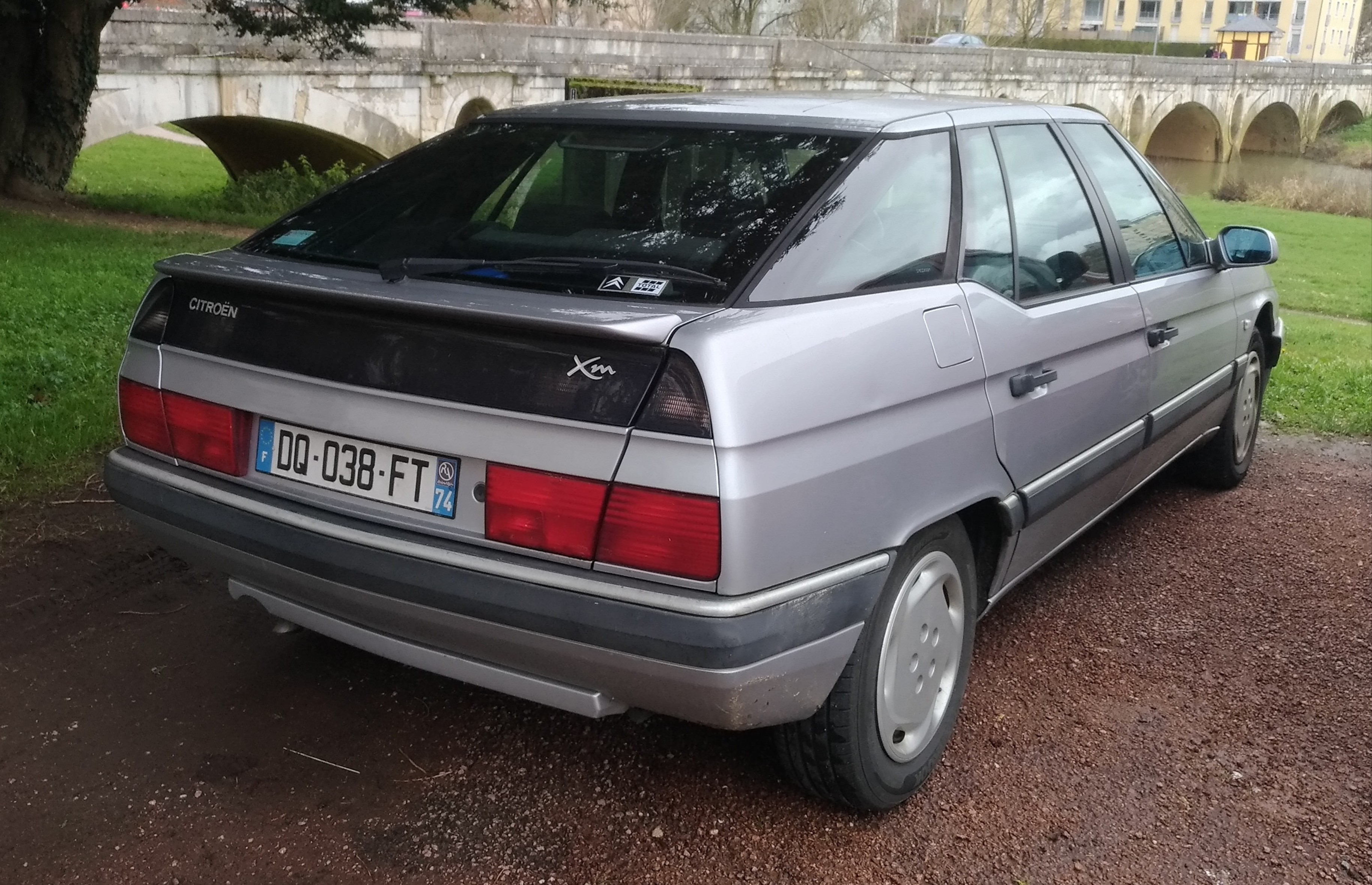
Вид сзади
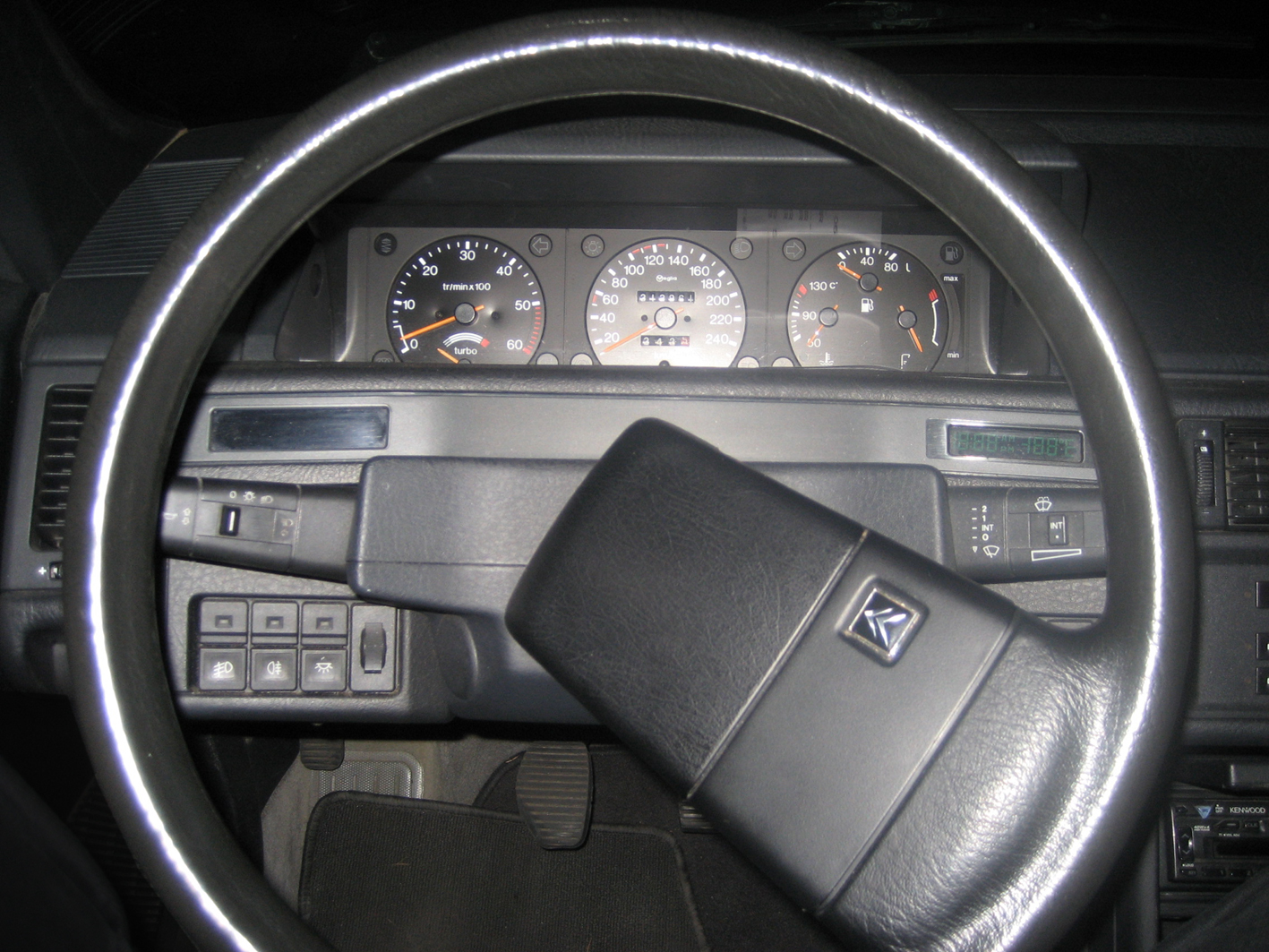
Старое односпицевое рулевое колесо (1989—1994)

Отличия в интерьере:
Появилось новое торпедо и приборная панель с более плавными линиями, более похожая на Xantia. Новое четырёхспицевое рулевое колесо получило встроенную подушку безопасности, которая была стандартной на большинстве моделей и стран. На некоторых рынках (в основном в Великобритании) и для некоторых дорестайлинговых моделей XM были установлены двухспицевые колёса после середины 1992 года. Верхняя часть дверных карт была переработана, чтобы скруглить форму.
Модифицированный приборный щиток, для размещения дополнительной подушки безопасности пассажира (стандартная опция после декабря 1995 года). Кроме того, в 1997 году были добавлены боковые подушки безопасности на передних сиденьях, которые были необязательными или стандартными в зависимости от требований той или иной страны.
Также (на люксовых моделях) за счёт переключателя стало возможно настраивать температуру подогрева.
На рестайлинговых XM появилась система антиоседания кузова (англ. Anti-Sink). Её задачей было исключение самопроизвольного понижения подвески. Такая система значительно усложняет конструкцию подвески из-за использования запорных клапанов и дополнительных сфер (6+2) в районе осей. Клапаны работают от перепада давления в системе: при значительном давлении в их контуре они держат свой рабочий контур постоянно открытым.
Также после 1994 года мощность на турбированных двигателях возросла до 150 л. с. (112 кВт; 152 л. с.) с 145 л. с. (108 кВт; 147 л. с.) при 4400 об / мин.
В октябре 1994 года на автосалоне в Париже Citroën представила лимитированную версию XM Prestige, предлагаемую с бензиновым двигателем (135 л. с.) и дизельным (110 л. с.). Обивка сидений из серого велюра с цветной поперечной вставкой на спинках сидений.

## Версии кузова
Помимо стандартного пятидверного хетчбэка, параллельно выпускался универсал Citroen XM Break, который является самым большим французским легковым автомобилем из когда-либо построенных. Универсал XM Break имел не только другую форму задней части кузова, но и увеличенную на 255 мм длину и на 70 мм высоту.
Фирма «Application des Procédés Tissier», под руководством конструктора Пьера Тисье, специализировавшаяся на постройке 6-колёсных моделей DS и CX, сделала то же самое и с XM. На базе стандартных XM были построены карета скорой помощи и специализированные фургоны, отличительной чертой которых являлись 2 оси сзади и значительно вытянутый назад кузов. Также, благодаря усилиям фирмы, на базе XM были созданы лимузины (всего построено 2 шт.) и автовоз.
Между 1989 и 1998 годами фирма Emil Mlakar Engineering из Марибор (Словения) создала несколько удлиненных версий XM. Под спецзаказ предлагались три варианта кузова: четырёхдверный, удлинённый на 500 мм, шестидверный, удлинённый на 950 мм, и лимузин, удлинённый на 300 мм.

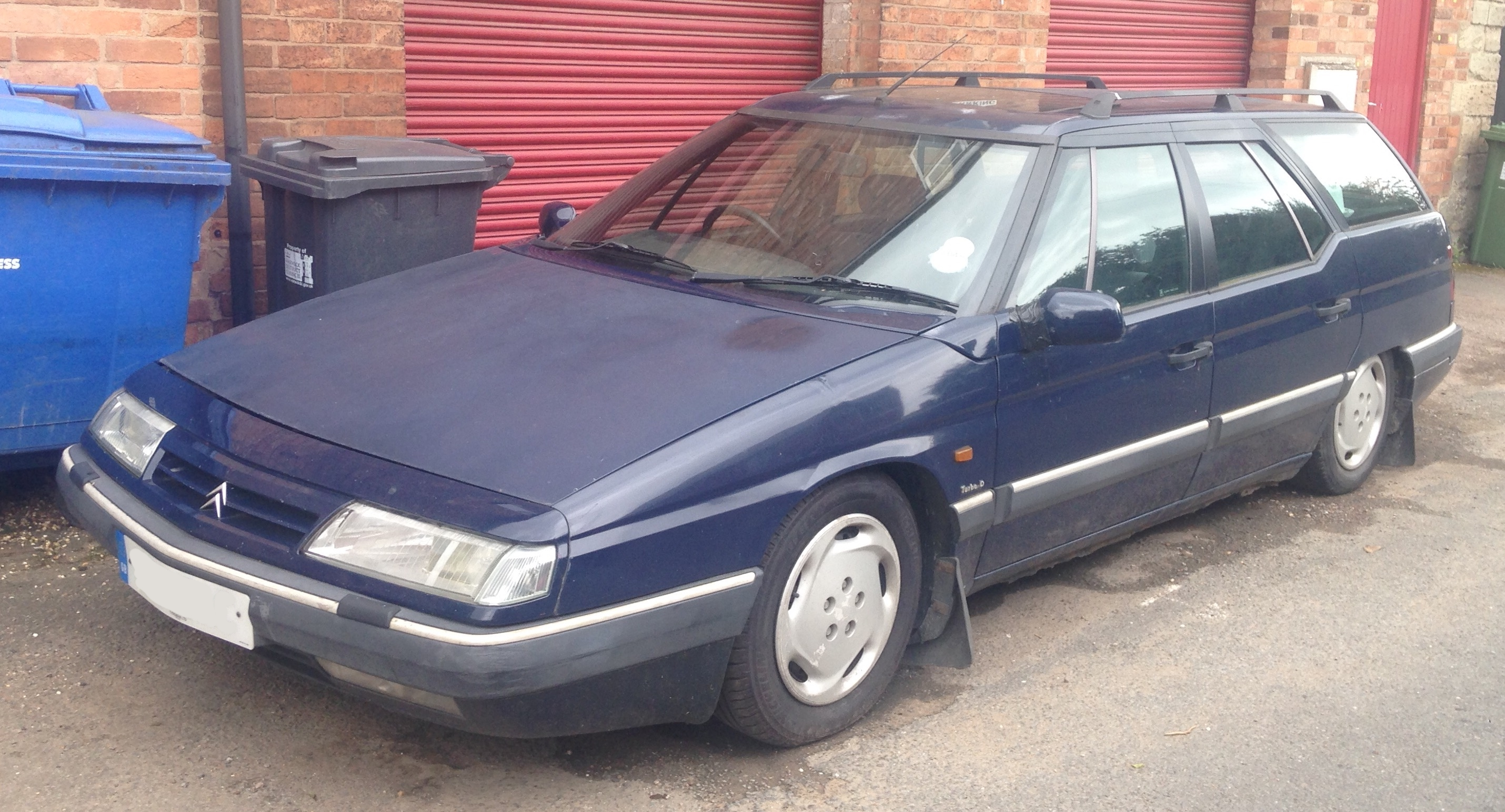
Citroen XM Break
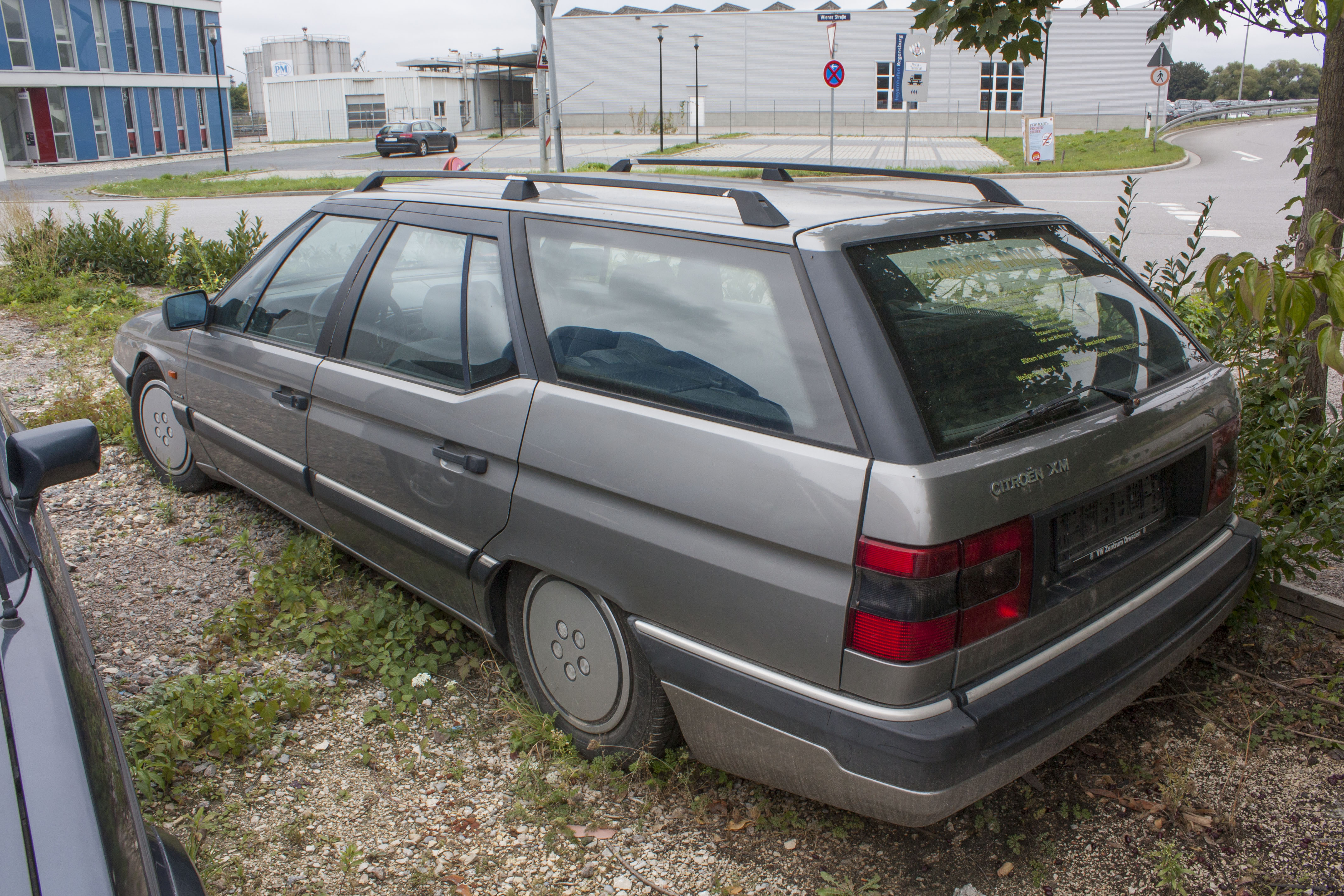
Citroen XM Break (1991-1994)
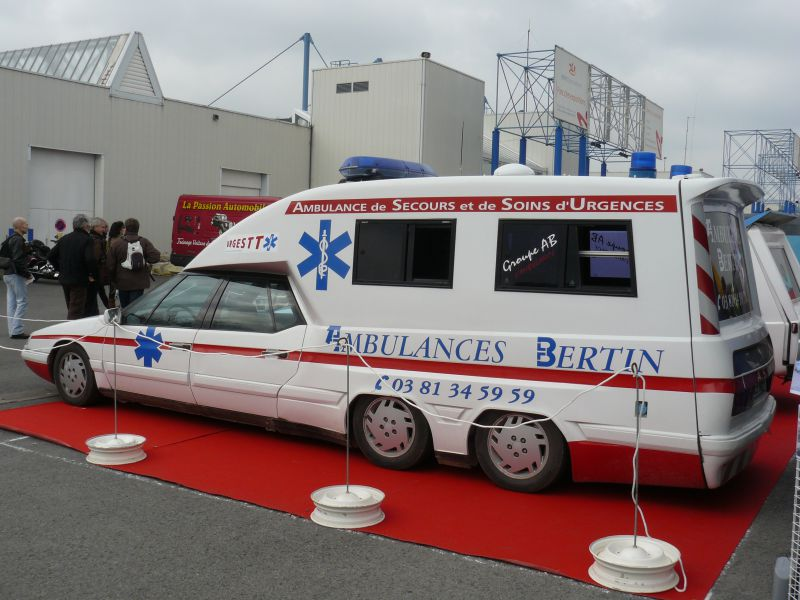
Карета скорой помощи
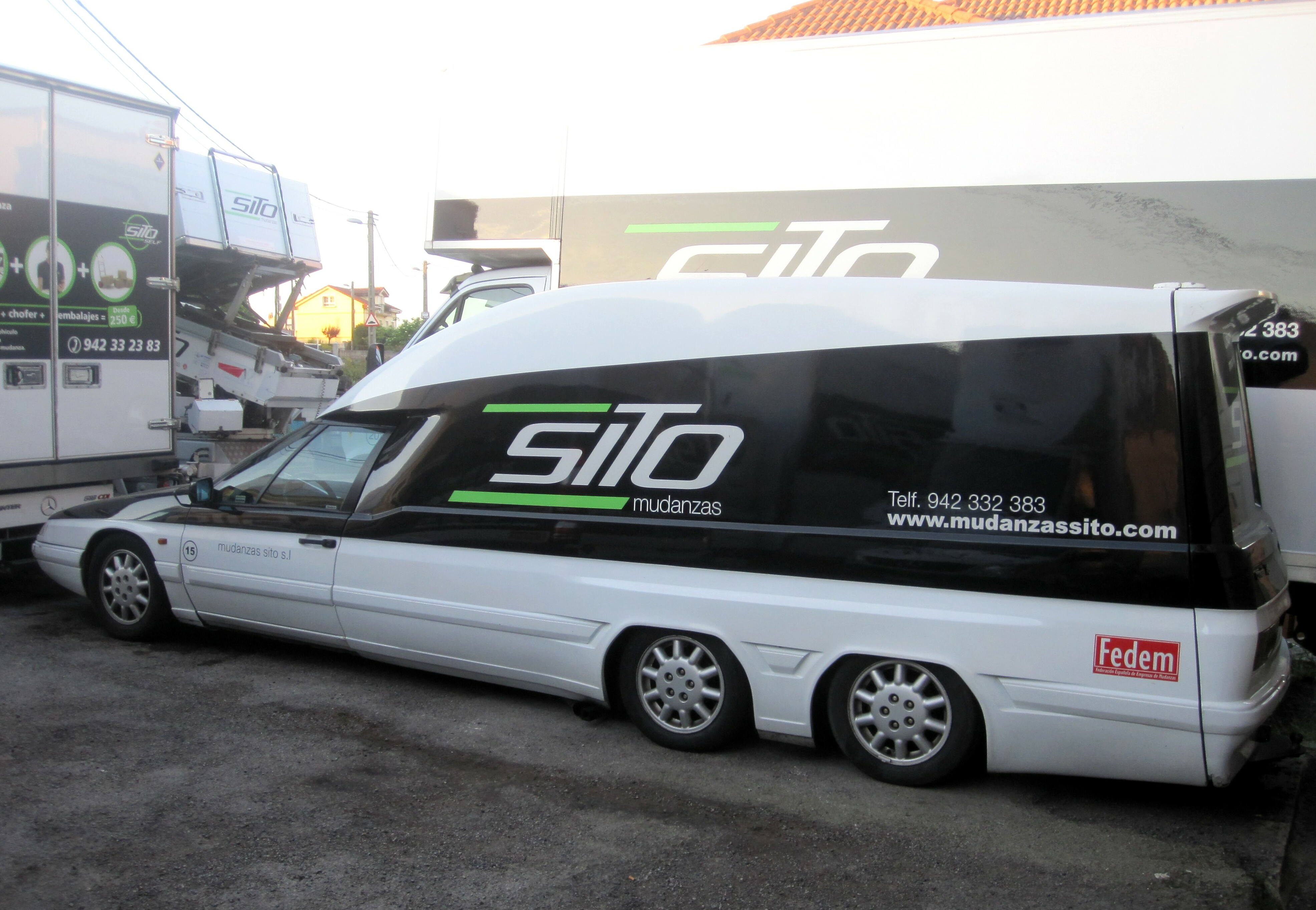
Фургон

## Крупноузловая сборка в Китае
В виду того, что китайские таможенные пошлины для ввоза иномарок составляли до 80 % от первоначальной стоимости автомобиля (что в свою очередь сильно влияло на окончательную стоимость), было создано небольшое совместное предприятие Fengshen-Citroen в пределах города Гуанчжоу, которое с 1996 по 1997 год производило «отвёрточную» сборку машинокомплектов XM из Франции.Таможенная пошлина на зарубежные автозапчасти была значительно ниже (около 25 % от стоимости детали), поэтому «досборка» XM обходилась дешевле, так как на автомобиль уже ставился «сделаным в Китае» и по закону считался уже китайским автомобилем. Таким образом, китайский XM стоил значительно дешевле, чем привезённый из Франции. Для китайского рынка машина называлась Fengshen-Xietuolong XM. Буквально через год такой «кустарной» сборки, из-за действий китайских властей, производство быстро свернули, а количество собранных машин доподлинно неизвестно.